# France Culture
France Culture est la station de radio culturelle nationale du groupe Radio France. Elle propose une analyse de l'actualité économique, historique, politique, littéraire et scientifique, française et internationale.
La station thématique naît en 1945 sous le nom Programme national, renommé en 1957 France III-National, avant de prendre son nom actuel en 1963.

## Historique

### Origines
Durant la Libération de la France, le 20 août 1944, à 22 h 31, la Radiodiffusion de la Nation Française (RNF) diffuse sa première émission ainsi que la Marseillaise sur les ondes depuis le studio d'essai de la Radiodiffusion nationale du régime de Vichy situé à Paris contrôlé par la Résistance intérieure française, sous la direction de Pierre Schaeffer.
La RNF était initialement diffusée sur l'ancienne fréquence de l'Information permanente, elle-même diffusée sur celle de Radio Tour Eiffel, qui fut la première radio d'État française : 206 mètres en ondes moyennes,.
L'ancienne fréquence de Radio-Paris fut brièvement réutilisée entre le 22 et le 24 août 1944 pour la diffusion de la station Paris National, qui devait être la seconde radio nationale et était diffusée depuis les anciens studios de Radio-Paris. Cependant, le 26 août 1944 la RNF quitte ses studios de la Rue de l'Université et rejoint ceux de l'ancienne Radio-Paris.
À la création d'un second programme de radio nationale, le Programme Parisien, le 14 janvier 1945, celle qui devient la première chaîne prend le nom de Programme National et bénéficie du réseau d'environ vingt émetteurs ondes moyennes régionaux à moyenne puissance reconstruit après la Libération. Un sondage du journal Radio Programme réalisé en septembre 1947 auprès des auditeurs français crédite le programme national de 24 % de part d'audience, juste derrière Radio-Luxembourg, bien que ses programmes généralistes mais à caractère culturel perçus comme austères soient moins populaires et distrayants que ceux de la radio périphérique ou du Programme Parisien.
Face au succès de Paris-Inter qui s'impose comme la grande station généraliste de la Radiodiffusion-télévision française, le Programme National perd sa suprématie, lors de la réorganisation du réseau de radiodiffusion de la RTF le 29 décembre 1957, et est rebaptisé France III-National, devenant la chaîne de la culture et de l'art destinée à refléter toute l'activité intellectuelle française au plus haut niveau.

### Création
En octobre 1963, le nombre des chaînes de radio de la RTF est ramené à trois. Les productions de prestige de France II et les émissions culturelles de France III-National sont rassemblées dans un nouveau programme qui prend le nom de RTF Promotion. C'est le 8 décembre 1963 que France Culture prend son nom actuel, à l'issue du concours « Baptême RTF 64 » lancé auprès des auditeurs à l’occasion de l’ouverture de la Maison de la Radio.
Le 1er janvier 1975, France Culture devient l'une des quatre chaînes de la nouvelle « société nationale de radiodiffusion sonore Radio France », issue de l'éclatement de l'ORTF.

### Développement
En 2012, sur une idée originale d'Emmanuel Ethis, président de l'université d'Avignon chargé des questions de Culture et de communication à la Conférence des présidents d'Université, France Culture lance « France Culture Plus », une radio diffusée sur internet à destination des étudiants,.
À partir de 2016, le site de France Culture Plus est fusionné avec le site de France Culture et son contenu intégré à la rubrique « Conférences » de celui-ci. Comme prévu dans l'idée de départ, pour chaque thème sont proposés un ensemble de sujets, en partenariat avec les différentes universités, une conférence filmée ainsi qu'un texte complémentaire. Les vidéos des conférences sont hébergées soit sur YouTube, soit sur Canal-U (des plateformes assez puissantes pour héberger une grande diversité de lourdes et longues vidéos telles que les conférences et séminaires).
Les 6, 7 et 8 septembre 2013, France Culture célèbre ses cinquante ans lors d'un week-end spécial, un « marathon radiophonique » au cours duquel sont retransmises 50 heures d'émissions animées en direct depuis le Palais de Tokyo, celui-ci devenant pour l'occasion « le plus grand studio de radio du monde ».
En septembre 2019, lors de la soirée du Grand prix des médias CB News, France Culture reçoit le « prix de la meilleure station de radio » tandis que le groupe Radio France se voit décerner le « Grand prix des médias ».
Le 9 mai 2022, le site de France Culture migre vers la plateforme Radio France, un nouveau site Internet qui rassemble les contenus numériques des radios du groupe à savoir, outre France Culture : France Inter, France Musique, France Info, FIP, Mouv' et le réseau France Bleu.

### Directions
En 2020, Arnaud Bousquet, un ancien colistier de Martine Aubry aux élections municipales, est nommé directeur de la rédaction de France Culture et France Musique. La société des journalistes de Radio France dénonce alors des « allers-retours ‟indiscutablement incompatibles” entre journalisme et politique [qui] nuisent à l’image d’indépendance de [ses] rédactions ».
En septembre 2022, après une mystérieuse vague de démission de nombreux cadres et présentateurs de l'antenne, une enquête de Libération révèle l'atmosphère délétère que fait régner la directrice Sandrine Treiner à France Culture. Des salariés dénoncent ce qu’ils perçoivent comme un « système de violence et de soumission » venu d’en haut, caractérisé par la « verticalité dictatoriale », une « mise en insécurité » et l'« humiliation » des employés. Le 24 janvier 2023, Sandrine Treiner annonce sa démission. Le mois suivant, un cabinet d’audit indépendant rend son rapport, qui « valide en tout point les révélations » de Libération.  
Début avril 2023, Emelie De Jong, directrice des programmes d'Arte, prend la succession de Sandrine Treiner à la tête de France Culture. Quelques mois après son arrivée, la plupart des collaborateurs louent « la bienveillance, la disponibilité et le grand sens de l’écoute de la nouvelle patronne », selon Télérama, tout en craignant de possibles restrictions des moyens économiques alloués à la station.

## Identité de la station
En septembre 2005, France Culture adopte sa nouvelle identité visuelle ainsi que les nouveaux codes du système identitaire du groupe Radio France, imaginé par l’agence Leg, composé d'un carré noir avec le pictogramme historique qui représente la maison de Radio France, commun à tout le groupe public, auquel se superpose un second carré violet, spécifique à France Culture.

### Logos
Les logos affichés par la station depuis 1944 sont les suivants, :

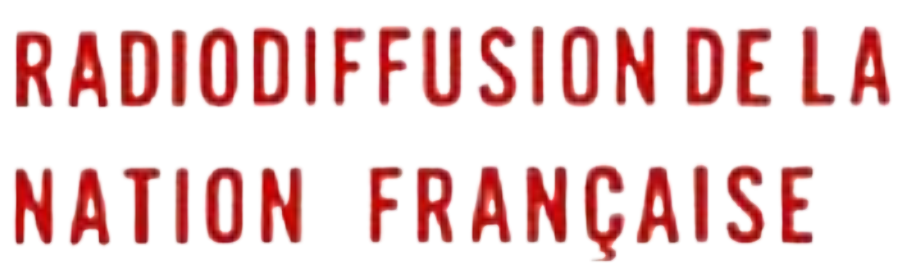
Du 20 août 1944 au 14 janvier 1945.
Du 14 janvier 1945 au 2 décembre 1947.
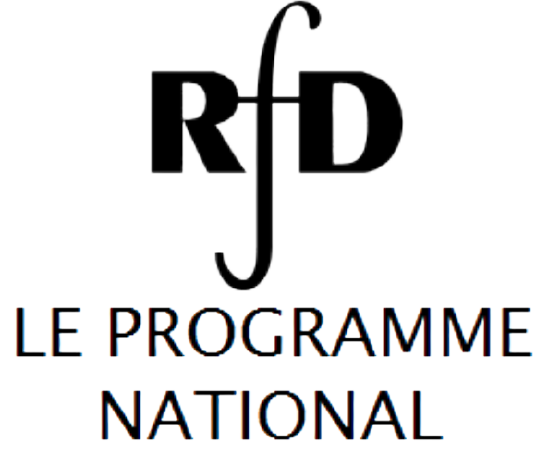
Du 2 décembre 1947 au 9 février 1949.
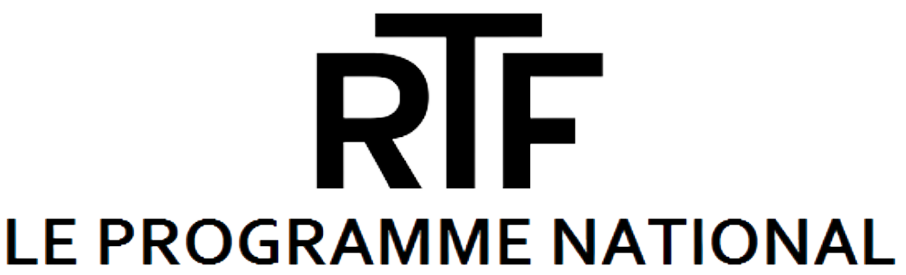
Du 9 février 1949 au 29 décembre 1957.
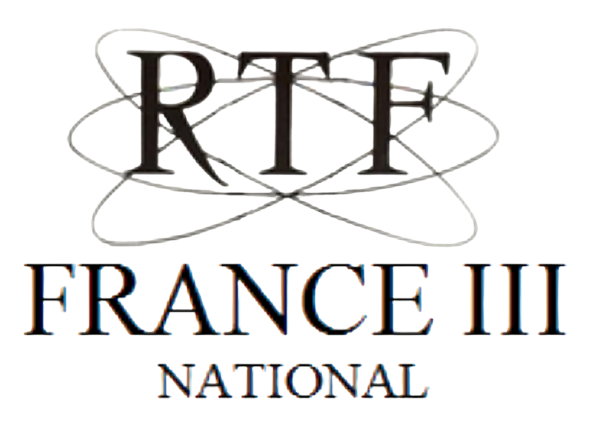
Du 4 février 1959 au 20 octobre 1963.
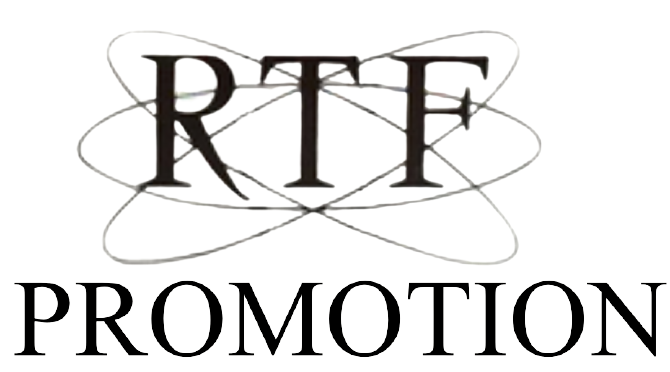
Du 20 octobre 1963 au 8 décembre 1963.
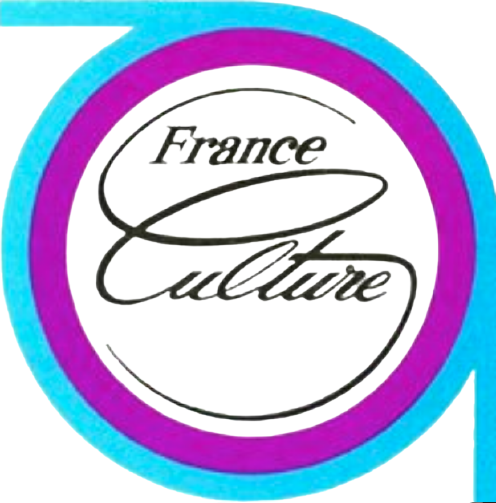
De 1968 à 1970.
De 1970 au 5 janvier 1975.
Du 6 janvier 1975 à 1990.
De 1990 à avril 2001.
D'avril 2001 à septembre 2005
De septembre 2005 à 2008.
Ancien logo de 2008 à 2021.
Logo depuis décembre 2021.

### Slogans
- « La radio appartient à ceux qui l'écoutent » (1963)[23][N 1]
- « Le plaisir en tête » (1988)
- « Le monde appartient à ceux qui l’écoutent » (1995) [v. également « spot TV » (vidéo), sur radioscope.fr, 1995 (consulté le 7 juin 2023)]
- « Changez de point de vue » (2007)
- « Et tout s'éclaire » (2009)
- « France Culture, c'est pour vous ! » (2013)
- « France Culture, l'esprit d'ouverture » (2017)[24]
- « Pour les vacances, votre bagage c'est France Culture » (été 2018)

### Surnom
France Culture est parfois surnommée familièrement France Cul,.

## Équipes

### Directeurs d'antenne ou directeurs généraux
- Agathe Mella (1973-1975)
- Yves Jaigu (1975-1984)
- Jean-Marie Borzeix (1984-1997)
- Patrice Gélinet (1997-1999)
- Laure Adler (1999-2005)
- David Kessler (2005-2008)
- Bruno Patino (2008-2010)
- Olivier Poivre d'Arvor (2010-2015)
- Sandrine Treiner (2015-2023)[17]
- Emelie De Jong (2023-)[19]

## Programmation

### Podcasts
France Culture réalise une grande part de son audience grâce au podcast. La station revendique 24,2 millions de téléchargements en janvier 2019 et 46,6 millions l'été de la même année.
France Culture lance dès 2017 ses premiers podcasts natifs, des programmes qui naissent directement en numérique sans passer par l’antenne.
En non-fiction, France Culture produit les podcasts natifs suivants :
- Superfail : une série sur le thème de l'échec réalisée par Guillaume Erner[30]
- Les Idées claires : programme destiné à lutter contre la désinformation[31]
- Mécaniques du complotisme : une série récurrente qui explore « comment une théorie complotiste peut devenir un phénomène culturel »[32]

En fiction, France Culture a produit les séries audio Hasta Dente!, L’incroyable expédition de Corentin Tréguier, L’Appel des abysses, Dream Station.

### Événementiel
- Le 25 février 2017, France Culture s'est associée à l'Université Paris Sorbonne pour présenter la 5e édition du forum L'année vue par les sciences[34].
- Le 1er novembre 2019, France Culture, partenaire de la vingtième édition des Utopiales, a installé son studio sur la scène de la Cité des congrès de Nantes[35].
- Le 23 novembre 2019, à l'occasion des 60 ans d'Astérix, France Culture crée pour la première fois un spectacle radiophonique en public tiré d'une bande dessinée : La Zizanie[36].
- Tous les étés, des producteurs de France Culture se déplacent au Festival d'Avignon, pour y proposer une programmation spéciale et gratuite (émissions, lectures et créations du service des fictions de la chaîne)[37],[38].

## Diffusion

### Petites Ondes (PO) (inactif)
Le Programme National, France III-National, RTF Promotion puis France Culture étaient diffusés en ondes moyennes sur le territoire national grâce à une partie de l'actuel réseau TDF A.
Avec l'arrêt d'Inter-Variétés en 1974, France Culture récupère le réseau TDF B ondes moyennes d'émetteurs régionaux à grande puissance. Elle abandonne alors une partie du réseau A devenu inactif. Mais en 1980 France Culture est privée des ondes moyennes pour être remplacée par une nouvelle chaîne créée à l'intention des auditeurs seniors, Radio Bleue, et n'est plus diffusée depuis qu'en modulation de fréquence.

#### Fréquence avant 1975
- 539 kHz (Bayonne) émetteur local
- 863 kHz (Paris)
- 1241 kHz (Lille, Nancy, Brest, Rennes, Lyon, Nice, Marseille)
- 1277 kHz (Strasbourg)
- 1349 kHz (Nantes, Limoges, Grenoble, Bordeaux, Toulouse)
- 1493 kHz (Saint-Brieuc, Besançon) émetteurs locaux[39]

#### Fréquence entre 1975 et 1980
- 603 kHz (Lyon)
- 710 kHz (Rennes)
- 791 kHz (Limoges)
- 836 kHz (Nancy)
- 863 kHz (Paris)
- 944 kHz (Toulouse)
- 1205 kHz (Bordeaux)
- 1241 kHz (Marseille)
- 1277 kHz (Strasbourg)
- 1376 kHz (Lille)
- 1403 kHz (Brest, Clermont-Ferrand, Pau, Bastia)
- 1403 kHz (Dijon, Besançon, Grenoble) émetteurs locaux
- 1493 kHz (Bayonne, Ajaccio)
- 1554 kHz (Nice)[40]

### Modulation de fréquence (FM)
France Culture est diffusée en FM depuis 1960 ; en 2025 elle compte 507 émetteurs.
La diffusion en stéréophonie est lancée en 1974 sur l'émetteur de Paris Tour Eiffel uniquement et progressivement étendue sur le réseau au début des années 1980.

### Radio numérique terrestre (DAB+)
France Culture commence à diffuser en DAB+ en France métropolitaine, en juillet 2020 sur le multiplex métropolitain n°2. Sa diffusion s'est étendue en octobre 2021 à l'axe Paris-Lyon-Marseille et à différentes régions françaises.

### Autre (satellite, streaming et podcasts)
France Culture est diffusée par satellite, par des réseaux câblés, par IPTV, et par Internet.

## Audiences

### Évolutions
Pour la saison 2021-2022, France Culture réalise sa meilleure audience en vingt ans avec 1 681 000 auditeurs quotidiens en progression de 98 000 auditeurs.

### Récapitulatif
| Année | Janvier - Février - Mars/AC/PDA | Avril - Mai - Juin/AC/PDA | Juillet - Août/AC/PDA | Septembre - Octobre/AC/PDA | Novembre - Décembre/AC/PDA | Moyenne annuelle cumulée/PDA |
| ----- | ------------------------------- | ------------------------- | --------------------- | -------------------------- | -------------------------- | ---------------------------- |
| 2017  |                                 |                           |                       |                            | 1340 / 2,5% / 1,7%         |                              |
| 2018  | 1192 / 2,2 % / 1,6%             | 1326 / 2,4% / 1,9%        |                       | 1506 / 2,8% / 2,1%         | 1376 / 2,5% / 2,0%         |                              |
| 2019  | 1527 / 2,8% / 2,2%              | 1457 / 2,7% / 2.2%        |                       | 1601 / 2,9% / 2,4%         | 1625 / 3,0% / 2,1%         |                              |
| 2020  | 1508 / 2,8% / 2,2%              |                           | 1242 / 2,3% / 2,1%    | 1608 / 3,0% / 2,6%         | 1721 / 3,2% / 2,7%         |                              |
| 2021  | 1576 / 2,9% / 2,5%              | 1486 / 2,7% / 2,3%        | 1614 / 2,9% / 2,4%    | 1576 / 2,9% / 2,3%         | 1712 / 3,1% / 2,6%         |                              |
| 2022  | 1786 / 3,2% / 2,7%              | 1717 / 2,9% / 2,7%        | 1284 / 2,3% / 2,4%    | 1717 / 3,1% / 3,0%         | 1737 / 3,1% / 3,0%         | 1681 / 3,0% / 2,6%           |
| 2023  | 1673 / 3,0% / 2,5%              |                           |                       |                            |                            |                              |

## Autres activités

### Prix
La radio attribue différents prix culturels, seule ou en association avec des partenaires :
- le Prix France Culture, créé en 1979, devenu en 2006 le Prix France Culture-Télérama, est un prix littéraire ;
- le Prix France Culture Cinéma, depuis 1999, est remis à un cinéaste pour l'ensemble de son œuvre par un jury de producteurs de France Culture. En 2015, le Prix est décliné en une version étudiante : les jurés sont appelés à désigner le meilleur film parmi ceux dont France Culture est partenaire ;
- le Prix Mauvais genres, créé en 2012, en partenariat avec le magazine Le Nouvel Observateur, prix littéraire. Le prix est « suspendu » en 2015 ;
- le Pétrarque de l'essai, créé en 2012 ;
- en avril 2020, France Culture lance le Prix France Culture BD des étudiants, des étudiants désignant alors via internet la bande dessinée lauréate parmi les cinq proposées par France Culture[61].

### Publications France Culture - Philosophie
- L'interminable écriture de l'extermination, Alain Finkielkraut (Dir.), éditions Stock, 2012.
- Ce que peut la littérature, Alain Finkielkraut (Dir.), éditions Folio, 2008 [2006].
- La Querelle de l'école, Alain Finkielkraut (Dir.), éditions Stock/Panama, 2007.
- Qu'est-ce que la France ?, Alain Finkielkraut (Dir.), éditions Stock/Panama, 2007.
- Ce que peut la littérature, Alain Finkielkraut, éditions Stock, 2006.
- Du bon usage de la mémoire, Tzvetan Todorov, Richard Marienstras, Alain Finkielkraut, éditions Tricorne, 2002.
- Judaïsme et christianisme, Gérard Israël, Paul Thibaud, Alain Finkielkraut, éditions Tricorne, 2000.
- La Morale internationale entre la politique et le droit, Robert Badinter, Jean Daniel, Alain Finkielkraut, éditions Tricorne, 2010.
- La Nation à l'épreuve, Edwy Plenel, Alain Finkielkraut, éditions Tricorne, 2002.
- Où va le monde ?, Jean-Claude Guillebaud, Denis Tillinac, Alain Finkielkraut, éditions Tricorne, 2000.
- Pierre Brossolette ou le destin d'un héros, Daniel Cordier, Guillaume Piketty, Alain Finkielkraut, éditions Tricorne, 2000.
- Des Hommes et des bêtes, Élisabeth de Fontenay, Alain Finkielkraut, éditions Tricorne, 2001.
- Réflexions sur le XXe siècle, Éric Hobsbawm, Krzysztof Pomian, Alain Finkielkraut, éditions Tricorne, 2001.
- Le futur ne manque pas d'avenir, Philippe Meyer, Philippe Muray, Alain Finkielkraut, éditions Tricorne, 2001.
- Les Valeurs de l'homme contemporain, Pascal Bruckner, Jean-Claude Michéa, Alain Finkielkraut, éditions Tricorne, 2001.

### France Culture Papiers, puisPapiers
France Culture a lancé, en février 2012, en partenariat avec Bayard Presse, une revue trimestrielle imprimée titrée France Culture Papiers, basée sur une sélection d'émissions, débats et chroniques diffusés sur l'antenne de la radio, et dont le slogan est : « La première radio à lire ! ».
Le directeur de la publication est Georges Sanerot, président du directoire du Groupe Bayard. Parmi ses collaborateurs figure l'écrivain Frédéric Boyer, avec le titre de directeur éditorial. Le rédacteur en chef de la revue est le journaliste Jean-Michel Djian jusqu'en 2017.
La diffusion de la revue est assurée simultanément chez les dépositaires de presse et chez les libraires indépendants. En tant que publication en série, la revue dispose d'un code ISSN et d'un code interne pour la diffusion par Presstalis, codes qui sont en principe fixes. En tant que livre imprimé, elle se voit attribuer un code ISBN qui change avec chaque numéro. Les adhérents du réseau Maison de la Presse peuvent par exemple se procurer la revue au choix par le circuit de la distribution de presse ou par les circuits de distribution des livres.
Au printemps 2017, France Culture cesse le partenariat avec Bayard Presse et en conclut un nouveau avec les éditions Exils (homonyme de l'éditeur canadien anglophone Exile Editions), pour lancer une nouvelle formule, toujours trimestrielle, sous le titre Papiers, à partir du no 21, publiée à la fin du mois de juin. Philippe Thureau-Dangin, directeur des éditions Exils, devient le rédacteur en chef de la revue Papiers.